# Янчжун
Янчжун (кит. спр. 扬中市, піньїнь: Yángzhōng Shì) — місто-повіт на сході Цзянсу, складова міста Чженьцзян.

## Географія
Янчжун лежить на висоті близько 4 метрів над рівнем моря у Дельті Янцзи.

### Клімат
Місто знаходиться у зоні, котра характеризується вологим субтропічним кліматом. Найтепліший місяць — липень із середньою температурою 27,8 °C. Найхолодніший місяць — січень, із середньою температурою 2,8 °С.
| Клімат Янчжуна          | Клімат Янчжуна | Клімат Янчжуна | Клімат Янчжуна | Клімат Янчжуна | Клімат Янчжуна | Клімат Янчжуна | Клімат Янчжуна | Клімат Янчжуна | Клімат Янчжуна | Клімат Янчжуна | Клімат Янчжуна | Клімат Янчжуна | Клімат Янчжуна |
| Показник                | Січ.           | Лют.           | Бер.           | Квіт.          | Трав.          | Черв.          | Лип.           | Серп.          | Вер.           | Жовт.          | Лист.          | Груд.          | Рік            |
| Середній максимум, °C   | 6,8            | 8,9            | 13,5           | 19,6           | 25,5           | 28,6           | 31,5           | 31             | 27,2           | 22,3           | 16             | 9,6            | 20             |
| Середня температура, °C | 2,8            | 4,8            | 8,8            | 14,7           | 20,4           | 24,4           | 27,8           | 27,2           | 23,1           | 17,8           | 11,4           | 5,2            | 15,7           |
| Середній мінімум, °C    | −0,1           | 1,5            | 5,1            | 10,4           | 16             | 20,9           | 24,8           | 24,3           | 19,8           | 14             | 7,7            | 1,8            | 12,2           |
| Норма опадів, мм        | 47.9           | 48.8           | 79.8           | 71.1           | 88.2           | 160            | 186.7          | 145            | 83.5           | 53             | 57.7           | 31.2           | 1052.9         |
| Вологість повітря, %    | 73             | 73             | 73             | 74             | 74             | 77             | 82             | 83             | 81             | 76             | 74             | 71             | 75.9           |
| ----------------------- | -------------- | -------------- | -------------- | -------------- | -------------- | -------------- | -------------- | -------------- | -------------- | -------------- | -------------- | -------------- | -------------- |
| Джерело: data.cma.cn    |                |                |                |                |                |                |                |                |                |                |                |                |                |